# Spojrzenie Odyseusza
Spojrzenie Odyseusza (grec. Το βλέμμα του Οδυσσέα, To Vlemma tou Odyssea) – grecki dramat filmowy z 1995 roku w reżyserii Teo Angelopoulosa, zrealizowany w koprodukcji międzynarodowej.

## Fabuła
Grecki reżyser filmowy, który przebywał na wygnaniu, wraca do ojczyzny i wybiera się w epicką podróż przez umęczone Bałkany w poszukiwaniu trzech zaginionych szpul filmu braci Manaki. Byli oni fotografami, pionierami kinematografii na Bałkanach w początkach XX wieku.
Poszukiwanie taśm jest metaforą poszukiwania wspólnej historii krajów bałkańskich.
W 1995 został wyselekcjonowany jako oficjalny grecki kandydat do nagrody Amerykańskiej Akademii Filmowej w kategorii najlepszy film nieanglojęzyczny, ale ostatecznie nie uzyskał nominacji.

## Obsada
- Harvey Keitel jako reżyser
- Maia Morgenstern jako żona Ulyssesa
- Erland Josephson jako kustosz w muzeum
- Thanassis Veggos jako taksówkarz
- Yorgos Michalakopoulos jako dziennikarz
- Gert Llanaj
- Ljuba Tadić